# سازمان جهاد دانشگاهی علوم پزشکی تهران
جهاد دانشگاهی علوم پزشکی تهران همزمان با تاسیس جهاد دانشگاهی در سال ۱۳۵۹ آغاز به کار کرده است و در حوزه های آموزشی، پژوهشی، فرهنگی، مراکز خدمات تخصصی درمانی فعالیت می نماید. جهاد دانشگاهی علوم پزشکی تهران از جمله واحدهای شاخص در حوزه سلامت است که با بهره گیری از مدیریت کارآمد و همکاری اعضای هیات علمی باتجربه و فعال و نیز به پشتوانه ظرفیت علمی عظیم دانشگاه علوم پزشکی تهران، طرح های پژوهشی، آموزشی و فرهنگی موثری را تدوین و اجرا نموده است.

## چشم انداز
جهاد دانشگاهی علوم پزشکی تهران نهادی است علمی ــ فرهنگی، انقلابی، پویا، سخت کوش و یادگیرنده که با تکیه بر هویت اسلامی – ایرانی، در راستای تحقق “پیشرفت و عدالت” و سلامت محوری با شعار پویا،پیشرو ،نو آور در خلق زندگی سالم کانون تفکر و نوآوری : پشتیبان نظام سیاستگذاری و تصمیمگیری کشور، نقش آفرین در ارتباط نظاممند دانشگاه جامعه،و حوزه سلامت کشور الهام بخش و موثر در توسعه بومی کشور بوده و دارای جایگاه : برجسته علمی و تکنولوژیکی در حوزه های فرهنگی ،پژوهشی ،آموزشی و کلینیک های تخصصی پزشکی با حضور متخصصین و دانشگاهیان کشور در حوزه فرهنگی تعامل موثر با دانشگاه و دانشگاهیان و استفاده از نیروی جوانی دانشجویان برای پیشبرد اهداف عالیه جهاد دانشگاهی سرآمد درآموزش و ارائه د وره های مهارتی ،شغلی و دوره های مختص پزشکان و متخصصین کشور

## اهداف
گسترش تحقیقات و شکوفا کردن استعدادها در سطح جامعه برای نیل به خوداتکایی توسعه امور فرهنگی در سطح جامعه از طریق همکاری با حوزه ، دانشگاه و سایر مراجع و نهادهای فرهنگی به خصوص برای نسل جوان گسترش طرحهای کاربردی از طریق پیوند با مراکز علمی و تحقیقاتی به منظور به کارگیری نتایج پژوهش

## معاونت آموزشی جهاد دانشگاهی علوم پزشکی تهران
معاونت آموزشی جهاد دانشگاهی علوم پزشکی تهران مقارن با اوج گیری حملات نظامی به کشور در جنگ تحمیلی (سال ۱۳۶۰) و نیاز مبرم کشور به تربیت نیروهای کارآمد در ارائه خدمات فوریت پزشکی، با ماموریت تربیت نیروی متخصص امدادگر و فوریت پزشکی فعالیت خود را آغاز کرد و با تغییر و بهبود شرایط کشور پس از جنگ ماموریت خود را اعتلای سطح دانش و مهارت جامعه و متخصصان در حوزه سلامت قرار داد و تا کنون به عنوان یکی از اصلی ترین متولیان آموزش دوره های مهارتی شغل محور حوزه علوم پزشکی در کشور نقش موثری در ارتقای سطح دانش ایفا نموده است. با توجه به اهمیت موضوع بهداشت و سلامت در جامعه و نقش آن در تحولات اساسی کشور، معاونت آموزشی جهاد دانشگاهی علوم پزشکی تهران به عنوان یکی از مجموعه های پیشرو در ارائه خدمات آموزشی مرتبط و متناسب با نیازهای بهداشتی جامعه، اقدام به تدوین و ارائه دوره های کوتاه مدت آموزشی در حوزه های مختلف پزشکی،دندانپزشکی، پیراپزشکی و عمومی نموده است تا علاوه بر انتقال دانش روز پزشکی در زمینه توانمندسازی نیروهای متخصص و شاغل در حوزه سلامت ایفای نقش نماید.

## معاونت فرهنگی جهاد دانشگاهی علوم پزشکی تهران
معاونت فرهنگی جهاد دانشگاهی علوم پزشکی تهران همزمان با تاسیس این نهاد در سال ۱۳۵۹ با عنایت به اهداف ذیل اقدام به فعالیت نموده است :
- تعمیق گرایش و باورهای دینی و ارتقاء فرهنگ نسل جوان به ویژه دانشجویان
- تبلیغ و ترویج آرمانها و ارزشهای انقلاب برای مقابله با گسست نسلی و تهاجم فرهنگی
- رشد خلاقیت و پرورش استعدادهای هنری و ادبی نسل جوان
- تقویت مشارکت فعال جوانان به ویژه دانشجویان در مسائل فرهنگی، سیاسی و اجتماعی کشور

## معاونت پژوهشی جهاد دانشگاهی علوم پزشکی تهران
معاونت پژوهشی جهاد دانشگاهی علوم پزشکی تهران از سال ۱۳۷۰ فعالیت خود را در قالب کمیته طرح و تحقیقات جهاد دانشگاهی و با کمک گرفتن از دانشجویان علاقمند آغاز نمود و از سال ۱۳۷۵ بصورت تشکیلاتی و منسجم وارد مرحله جدیدی گردید. این معاونت در حال حاضر با زیرمجموعه یک مرکز تحقیقات، شش گروه پژوهشی و هشت مرکز خدمات تخصصی در حال فعالیت می باشد. ویژگی های فعالیت های پژوهشی در جهاد دانشگاهی علوم پزشکی تهران عبارتند از انجام تحقیقات کاربردی و توسعه ای، تلاش برای کارفرمایی بودن پژوهش ها، استفاده از نیروی انسانی متخصص، متعهد، تلاش برای خوداتکایی مالی با تامین بیش از هشتاد درصد هزینه های سازمانی و ساختاری منعطف که به آن اجازه می دهد از دل سازمانی چنین کوچک پروژه ها و تحقیقاتی به ثمر برسد که بسیاری از آن ها برای اولین بار در کشور صورت می گیرد.